# Theorema egregium
Het Theorema Egregium, Latijn: Opmerkelijke stelling, is een basisresultaat uit de differentiaalmeetkunde, dat door de Duitse wiskundige Carl Friedrich Gauss werd bewezen. Het theorema egregium gaat over de kromming van oppervlakken. Het theorema stelt informeel dat de Gaussiaanse kromming van een oppervlak kan worden bepaald door het meten van hoeken, afstanden en de veranderingen daarvan op het lichaam zelf, zonder verder te weten hoe het oppervlak in de omliggende 3-dimensionale Euclidische ruimte is gesitueerd. De Gaussiaanse kromming is een intrinsieke invariant van een oppervlak.